# Lohengrin

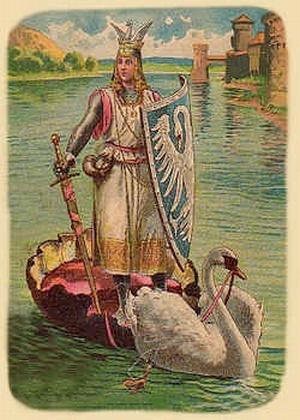
Lohengrin na pocztówce z ok. 1900, artysta nieznany

Lohengrin – postać z legend arturiańskich, pochodząca z XIII-wiecznego anonimowego poematu francuskiego Rycerz łabędzia (fr. Le Chevalier au cygne).
Syn Parsifala (Perciwala), rycerz Świętego Graala, wysłany w łodzi ciągniętej przez łabędzie, by ocalić pannę, która nie może zapytać Lohengrina o jego tożsamość. Historia ta jest wersją legendy o Rycerzu Łabędzia.
Po raz pierwszy Lohengrin pojawia się jako „Loherangrin”, syn Parsifala i Condwiramurs (Blanchefleur), w Parsifalu Wolframa von Eschenbach. Loherangrin i jego brat bliźniak, Kardeiz, przybywają do rodziców w Munsalväsche, kiedy Parsifal zostaje Władcą Graala; Kardeiz dziedziczy ojcowskie ziemie, a Loherangrin pozostaje w Munsalväsche jako Rycerz Graala. Członkowie tego zakonu zostają potajemnie wysłani, by dać władców królestwom, które straciły swych protektorów. Lohenrangrin ma ostatecznie pełnić ten obowiązek w Brabancji, gdzie książę zmarł, nie spłodziwszy potomka płci męskiej.
Jego córka Elsa obawia się upadku królestwa, ale Loherangrin przybywa w łodzi ciągniętej przez łabędzia i przyrzeka bronić jej, jednak ostrzega, by nigdy nie pytała o jego imię. Poślubia księżną i służy Brabancji przez lata, lecz pewnego dnia Elsa zadaje zakazane pytanie. Loherangrin przedstawia swoje pochodzenie i ponownie wstępuje do swej łabędziej łodzi, by już nigdy nie powrócić.
W 1848, Richard Wagner zaadaptował opowieść na popularną operę Lohengrin, prawdopodobnie dzięki której historia Lohengrina jest dzisiaj najlepiej znana. Lohengrin pojawia się tu, by bronić Księżniczki Elsy Brabanckiej przed fałszywymi oskarżeniami o zamordowanie swego młodszego brata (który okazuje się żyć i powraca na końcu opery). Według Wagnera, Graal napełnia Rycerza Łabędzia mistycznymi mocami, które działają tak długo, jak długo udaje się zachować ich sekret; stąd wynika zagrożenie ze strony pytania Elsy. Najbardziej znanym fragmentem Lohengrina jest Marsz Weselny, wciąż często grywany na ślubach (głównie na Zachodzie; zwykle nie na ślubach żydowskich, jako że Wagner był zdeklarowanym antysemitą).